# 에릭 신세키
에릭 켄 신세키(영어: Eric Ken Shinseki, 일본어: 新関 健, 1942년 11월 28일 ~ )는 미국의 군인, 정치인이다.
일본계 3세로 하와이의 카우아이섬에서 태어났다. 육군 사관학교를 수료하고 직업군인이 되었으며, 듀크 대학교에서 영문학 석사 학위를 취득했다. 베트남 전쟁에 장교로 참전해 뛰어난 지도력을 인정받아 승진을 거듭, 1997년 미국에서 아시아계로는 처음으로 4성 장군이 되었다. 1997년 유럽주둔 미국 제 7군 사령관 겸 보스니아 내전 당시 NATO군 사령관, 1998년 육군 참모차장을 거쳐 1999년 빌 클린턴 대통령의 추천으로 제 34대 미국 육군 참모총장에 임명되었다. 미군에서 참모총장 또는 각군 사령관에 취임하려면 상원 군사위원회에서 적합성을 심사받고 또 상원 본회의에서 찬성 과반수를 얻어야 하는데 이 과정에서 에릭 신세키는 같은 일본계인 대니얼 이노우에 하와이주 연방 상원의원이 도와 만장일치로 승인 받았다고 한다. 이후 4년의 임기를 마치고 2003년 퇴임하면서 동시에 전역했다. 그는 세계 어느 곳이든 24시간 내에 미군을 파견할 수 있는 강력한 기동력을 갖춘 신속대응여단의 필요성을 역설했고 이에 따라 창설된 IBCT 여단과 SBCT 여단은 그가 남긴 최대 업적으로 평가된다.
육군 참모총장 재임 중 신세키 장군은 이라크 전쟁 전 파견병력 규모에 관한 문제로 도널드 럼즈펠드 국방장관과 대립하였는데, 이로 인하여 2003년 6월 임기를 마치고 퇴임한 것이 아니라 럼즈펠드에 의해 해임된 것으로도 알려졌었다.
전역 후 여러 회사의 고문으로 있다가 2008년 11월 대통령으로 당선된 버락 오바마에 의해 제대군인부 장관으로 지명되어 그 다음해 1월, 제7대 제대군인부 장관으로 취임하였으나 2014년 5월 제대군인부 병원 스캔들로 인해 사퇴하였다.

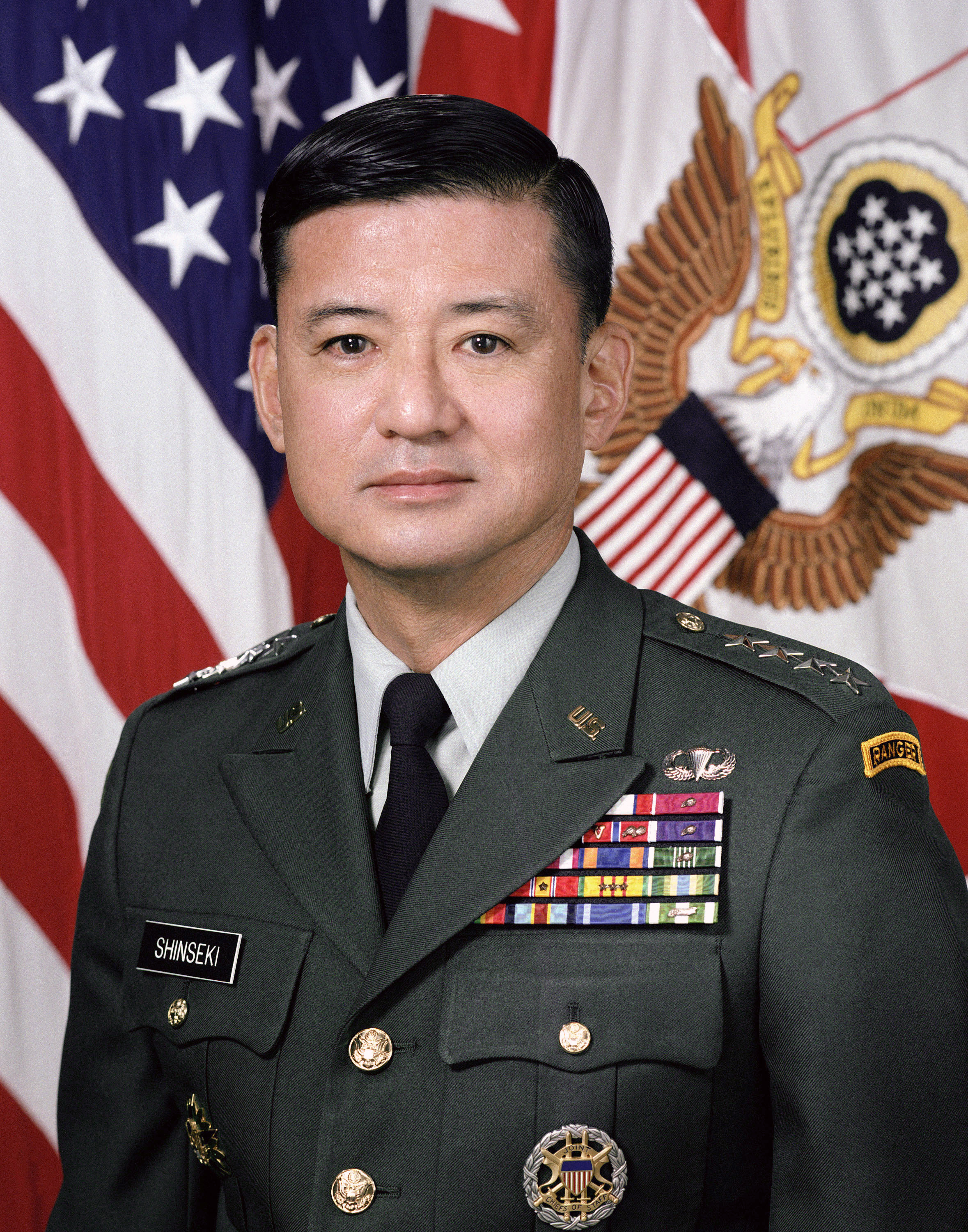
에릭 신세키 장군(미국 육군 제공)